# Dickey Lee
Dickey Lee, nato Royden Dickey Lipscomb (21 settembre 1936), è un cantante statunitense.

## Discografia parziale
Album 
- 1962 - The Tale of Patches
- 1965 - Laurie and the Girl from Peyton Place
- 1971 - Never Ending Song of Love
- 1972 - Ashes of Love
- 1972 - Baby, Bye Bye
- 1973 - Crying Over You
- 1973 - Sparklin' Brown Eyes
- 1975 - Rocky
- 1976 - Angels, Roses and Rain
- 1979 - Dickey Lee
- 1980 - Again
- 1981 - Everybody Loves a Winner